# شياو تشوا
شياو تشوا هو مؤرخ فلبيني، ولد في 19 يناير 1984.

## وصلات خارجية
- شياو تشوا على موقع IMDb (الإنجليزية)